# Lucicléia Costa
Lucicléia da Costa e Costa (Salinópolis, 16 de agosto de 1980) é uma jogadora de basquete em cadeira de rodas brasileira.

## Biografia e carreira
Costa é natural de Salinópolis, no Pará. Ela teve um câncer aos treze anos e, por causa dele, precisou amputar as duas pernas.
Costa representou o Brasil nos Jogos Parapan-Americanos de Guadalajara 2011 e conquistou a medalha de bronze, onde a equipe brasileira derrotou o México com um placar de 59 a 54. Ela também disputou o Campeonato Mundial de Basquete em Cadeira de Rodas de 2014, no Canadá. Nos Jogos de Toronto 2015, faturou, novamente, o bronze. Desta vez, a equipe brasileira derrotou a Argentina por 49 a 29.
A jogadora também competiu nas Paralimpíadas da Rio 2016. A equipe brasileira terminou o torneio em sétimo lugar, melhor resultado do país na história da modalidade em paralimpíadas.

## Principais conquistas
Jogos Parapan-Americanos
- Bronze - equipe feminina (Guadalajara, 2011)[4]
- Bronze - equipe feminina (Toronto, 2015)
- Bronze - equipe feminina (Santiago, 2023)[9]